# Skolevalg 2019
Skolevalget 2019 var det tredje skolevalg i Danmark og fandt sted torsdag den 31. januar 2019. Der blev stemt på 11 forskellige ungdomspartier om 175 fiktive pladser i Folketinget.
Skolevalget er et valg for danske skoleelever i 8., 9. og 10. klasser. I 2019 var 769 skoler tilmeldt, hvilket gjorde at 78.502 elever var stemmeberettigede.
Ved valget, fik eleverne udleveret valgkort og stemmesedler, og der blev stillet stemmebokse og valgurner op på skolerne. Til valget kunne de politiske ungdomsorganisationer stille op, hvis moderpartier var opstillingsberettigede til folketingsvalg senest den 1. november året inden skolevalget.
Ideen om at afholde skolevalg kommer oprindeligt fra Valgretskommissionen, der blev nedsat af Dansk Ungdoms Fællesråd efter kommunalvalget 2009. Skolevalg er finansieret af Folketinget og Undervisningsministeriet og er udviklet i samarbejde med bl.a. fagkonsulenterne i samfundsfag fra CFU’ere i hele landet.
Valget blev udskrevet af statsminister Lars Løkke Rasmussen søndag den 13. januar 2019.

## Forløb
Der var over 500 debatter henover landet. Det kulminerede d. 31. januar 2019, hvor eleverne afgav deres stemmer.
Der var 24 mærkesager, ungdomspartierne og eleverne kunne vælge imellem. Hvert parti valgte tre mærkesager at gå til valg på (angivet med partibogstaver i parenteser).
- Totalt asylstop (D)
- Hårdere straffe for vold og overgreb (C, D, O)
- Kortere skoledage i folkeskolen (A, C, K, O, V)
- Fritidspasordning for socialt udsatte (F, Å)
- Omlæg til 100% økologisk landbrug (Ø, Å)
- Afskaf uddannelsesloftet
- Lektiefri skoler (Ø)
- Danmark skal tage kvoteflygtninge (B, F, K, Ø)
- Hæv afgiften på cigaretter (A)
- Øg udviklingsbistanden
- Sænk skatten for de lavestlønnede (C)
- Privatiser DR (I)
- Afskaf topskatten (I, V)
- Gør aktiv dødshjælp lovligt (A, V)
- Forbud mod køb af sex
- Styrk det danske militær
- Udfas salget af benzin og dieselbiler (B)
- Flere ungdomsuddannelser i udkantsområderne (K)
- Indfør et dyreværnspoliti (O)
- Afskaf den universelle SU
- Afskaf karakterkrav på ungdomsuddannelserne (B, F)
- Legaliser cannabis (I, Å)
- Danmark ud af EU (D)
- Gratis bæredygtig mad i offentlige institutioner

## Resultat
Resultatet blev igen en sejr til blå blok med 51,2 % af stemmerne mod rød og grøn bloks sammenlagte 48,8 %. Socialdemokratiet kunne glæde sig over at blive det største parti med 22,6 % af stemmerne og dermed vippe Venstre af pinden, som ellers havde været størst ved de to forrige valg.
Regner man dog Kristendemokraterne og Nye Borgerlige ude, da de ikke kom over spærregrænsen, var der en marginal sejr til rød og grøn blok. 30995 unge stemte på blå blok, mens 26728 unge stemte på rød blok og 2790 stemte på grøn blok. Fraregner man de 1721 stemmer der teoretisk ville gå tabt, ville rød og grøn blok tilsammen have vundet med 244 stemmer, eller 50,1 % af stemmerne. I mandater ville dette blive til 88 for rød/grøn mod 87 for blå blok. Stemmespild ville altså være en udslagsgivende faktor, hvis magten skulle fordeles efter dette valg.
Nye Borgerlige fik fremgang med 0,1 % procent, men nåede dog ikke over spærregrænsen, derfor gik deres 1,5 % stemmer tabt. Det samme gjorde sig gældende for Kristendemokraterne. De nåede ikke over spærregrænsen, men fik alligevel vel fremgang fra sidste skolevalg i 2015 med 0,4 %. De var ikke opstillingsberettiget ved valget i 2017.
Socialdemokratiet kan nævnes som valgets helt store vindere. De gik nemlig frem med 13 mandater, og blev det største parti. Venstre mistede pladsen som det største parti og gik tilbage med 3 mandater. Ved skolevalget i 2017 gik de også tilbage, men med 15 mandater.
Som valgets tabere kan nævnes Liberal Alliance. De gik tilbage med hele 6 mandater, og blev det femte største parti. Ved de to sidste valg var partiet det tredje største og havde henholdsvis 19 og 24 mandater. De gik altså tilbage, hvilket også afspejler meningsmålingerne ved folketingsvalgene.
Hverken Konservative, Dansk Folkeparti eller Radikale formåede at overbevise Danmarks børn og unge om at skulle have mere magt. De gik hverken frem eller tilbage i mandattal. De Konservative havde dog den største procentvise fremgang indenfor den såkaldte blå blok i forhold til valget i 2017.
| Parti                                                  | Parti                              | Partileder                                              | Mandater i Folketinget pr. 2015 | Mandater i Folketinget pr. 2015 | Mandater efter forrige skolevalg | Mandater efter forrige skolevalg | Mandater efter skolevalget 2019 | Mandater efter skolevalget 2019 | Mandatændring | Mandatændring |
| Parti                                                  | Parti                              | Partileder                                              | Antal                           | %                               | Antal                            | %                                | Antal                           | %                               | Antal         | %             |
| ------------------------------------------------------ | ---------------------------------- | ------------------------------------------------------- | ------------------------------- | ------------------------------- | -------------------------------- | -------------------------------- | ------------------------------- | ------------------------------- | ------------- | ------------- |
| Danmark                                                |                                    |                                                         |                                 |                                 |                                  |                                  |                                 |                                 |               |               |
|                                                        | Danmarks Socialdemokratiske Ungdom | Frederik Vad                                            | 47                              | 26,3 %                          | 28                               | 15,6 %                           | 41                              | 22,6 %                          | 13            | 7 %           |
|                                                        | Venstres Ungdom                    | Jakob Sabroe                                            | 34                              | 19,5 %                          | 34                               | 19,1 %                           | 31                              | 17 %                            | 3             | 2,1 %         |
|                                                        | Konservativ Ungdom                 | Anders Storgaard                                        | 6                               | 3,4 %                           | 23                               | 12,8 %                           | 23                              | 13,1 %                          | 0             | 0,3 %         |
|                                                        | Radikal Ungdom                     | Sigrid Friis Proschowsky                                | 8                               | 4,6 %                           | 20                               | 11,4 %                           | 20                              | 11,1 %                          | 0             | 0,3 %         |
|                                                        | Liberal Alliances Ungdom           | Carl Andersen                                           | 13                              | 7,5 %                           | 24                               | 13,5 %                           | 18                              | 9,9 %                           | 6             | 3,6 %         |
|                                                        | Dansk Folkepartis Ungdom           | Chris Bjerknæs                                          | 37                              | 22,2 %                          | 15                               | 8,4 %                            | 15                              | 8,4 %                           | 0             | 8,4           |
|                                                        | SF Ungdom                          | Jacob Klivager Vestergaard                              | 7                               | 4,2 %                           | 9                                | 5,3 %                            | 10                              | 5,7 %                           | 1             | 0,4 %         |
|                                                        | Socialistisk UngdomsFront          | Kollektiv ledelse                                       | 14                              | 7,8 %                           | 11                               | 6,1 %                            | 9                               | 4,8 %                           | 2             | 1,3 %         |
|                                                        | Alternativets Unge                 | Marius Aggerholm, Emil Ipsen & Astrid Cecilie Budolfsen | 9                               | 4,8 %                           | 11                               | 6,4 %                            | 8                               | 4,6 %                           | 3             | 1,8 %         |
|                                                        | Nye Borgerliges Ungdom             | Mikkel Bjørn                                            | IO                              | IO                              | 0                                | 1,4 %                            | 0                               | 1,5 %                           | 0             | 0,1 %         |
|                                                        | Kristendemokratisk Ungdomsparti    | Jacob Hellwing                                          | 0                               | 0,8 %                           | IO                               | IO                               | 0                               | 1,3 %                           | 0             | 1,3 %         |
| Note: IO = Ikke opstillingsberettiget. [kilde mangler] |                                    |                                                         |                                 |                                 |                                  |                                  |                                 |                                 |               |               |